# 선배
 먼저 앞서서 직업이나 고학년으로 높은 사람을 뜻한다.